# مستحرة مكورة أطلسية
مستحرة مكورة أطلسية (الاسم العلمي:Thermococcus atlanticus) هي نوع من العتائق تتبع جنس المستحرة المكورة من فصيلة المستحرات المكورة.